# Literatura rabinică
Literatura rabinică cuprinde, în sensul cel mai larg, întregul spectru al scrierilor religioase ale savanților evrei de la apariția iudaismului rabinic (anul 70 d.Hr.) până în prezent. Cu toate acestea, expresia este adesea folosită ca echivalentul exact al termenului ebraic Sifrut Chasal (ספרות חז"ל; „literatura înțelepților [noștri] de binecuvântată memorie”) și se referă în mod specific la literatura epocii talmudice. În acest sens mai specific, expresia este folosită de obicei în scrierile rabinice medievale și moderne (unde Chasal se referă de obicei doar la înțelepții epocii talmudice) și, de asemenea, în scrierile academice contemporane (unde prin „literatura rabinică” sunt înțelese Talmudul, Midrașul și scrierile înrudite, dar aproape nici o altă lucrare ulterioară).
În ceea ce privește conținutul literaturii rabinice, se face o distincție între Halaha, corpus de legi religioase evreiești, și Agada, o culegere de texte omiletice care conține în principal elemente narative.
Termenii mefareshim și parshanim se referă aproape întotdeauna la scriitori ulteriori, post-talmudici, de glose rabinice despre textele biblice și talmudice și sunt folosiți și în ieșivele moderne (colegii talmudice) cu sensul de „comentariile rabinice ale comentatorilor”.

## Legea orală
Potrivit textului biblic, Atotputernicul i-a poruncit lui Moise (Ieșirea 2.20 ) să prezinte textul narațiunilor redate în Tora în două forme diferite:
- „legea scrisă”, Tora Shebichtav (în ebraică תּוֹרָה שֶׁבִּכְתָב‎)
- „tradiția orală”, Tora Schebaal Pe (în ebraică תּוֹרָה שֶׁבְּעַל פֶּה)

„Legea scrisă” se referă la cele cinci cărți ale lui Moise: Bereschit („La început”), Schemot („Nume”), Wajikra („Și a strigat”), Bemidbar („În pustie”) și Devarim („Cuvinte”) sau Geneza, Exodul, Leviticul, Numeri și Deuteronomul. „Tradiția orală” este rezultatul eforturilor scribilor iudaici nu doar de a copia Tora scrisă – de-a lungul timpului –, ci și interpretările ei transmise oral, care reinterpretează Tora scrisă și o fac aplicabilă situațiilor sociale și culturale actuale. Acest lucru este documentat, de exemplu, în Ghemara, care explică și completează textul Mișna. „Tora orală” servește la interpretarea „Torei scrise”.
După capturarea și distrugerea Templului Irodian în august 70 d.Hr. și devastările cultural-religioase din cursul Revoltei lui Bar Kochba (Al Treilea Război Iudeo-Roman), care a avut loc în perioada 132–136 d.Hr. sub conducerea lui Simon Bar Kochba, săvârșite de armatele Imperiului Roman, exista riscul ca acele cunoștințe religioase iudaice transmise oral să se piardă. Din acest motiv, învățații timpului, în mare parte reprezentanți ai iudaismului (Tanaim) rabinic (fariseic), au încercat în diferite locuri, cum ar fi Yavne (Jabne) și mai târziu Usha, să adune la un loc tradițiile orale ale Israelului și, contrar oricăror credințe, să le sistematizeze și să le transcrie.
Aceste tradiții religioase și juridice compilate ale poporului evreu au format Mișna, nucleul central al Talmudului. Mișna a fost împărțită în șase ordine (sedarim), însumând 63 de tratate (massehtot). După ce Tora orală a fost scrisă și rezumată în Mișna, a început în paralel un proces de reformulare discursivă și comentare; rezultatele acestui proces au fost apoi consemnate în Ghemara. Acest proces de creație, inclusiv redactarea noii lucrări, a durat până prin secolele al IV-lea și al V-lea.
Mișna și Tosefta (compilate din legile iudaice înainte de anul 200) sunt cele mai vechi lucrări detaliate ale literaturii rabinice și explică legea orală a iudaismului. Tosefta, deși foarte asemănătoare ca structură și conținut cu Mișna, se deosebește de aceasta prin lipsa referințelor la interpretări și, în plus, conține material textual tanaitic care lipsea din Mișna.
Mișna și Ghemara formează împreună Talmudul, care a fost transmis în două versiuni:
- Talmudul ierusalimic
- Talmudul babilonian

## Midrașul
Midraș (pl. Midrașim) este un cuvânt ebraic folosit pentru interpretarea textelor biblice. Termenul „Midraș” poate fi folosit și pentru o compilație de învățături midrașice sub formă de comentarii juridice, exegetice sau omiletice cu privire la Biblia ebraică.

## Lucrări ulterioare pe categorii

### Drept iudaic
Halaha se referă la reglementările legale ale vieții evreiești. Cele mai importante lucrările din această categorie sunt:
- Mishneh Tora de Maimonide și comentariile sale
- Arba'ah Turim de Jakob ben Asher și comentariile sale
- Shulchan Aruch de Josef Karo și comentariile sale
- literatura responsorială

### Gândire și etică iudaică
- Filosofia evreiască
- Cabala
- Agada
- scrierile hasidice
- Etica evreiască și mișcarea Musar

### Liturghie
- Siddurul și liturghia evreiască
- Piyyutim (poezie evreiască liturgică clasică)

## Lucrări ulterioare pe perioade istorice

### Lucrări alegeonimilor
Geonimii au fost conducătorii academiilor talmudice din Sura și Pumbedita (orașe situate atunci în Imperiul Babilonian) în perioada 650–1250.
- She’iltoth des Acha’i Gaon
- Halachoth Gedoloth
- Emunoth ve-Deoth (Saadia Gaon)
- Siddurul lui Amram Gaon
- răspunsuri halahice

### Lucrări alerishonimilor(comentatorii rabinici „timpurii”)
Rishonimii au fost principalii rabini din Evul Mediu Timpuriu (1250–1550).
- comentarii despre Tora, de ex. cele ale lui Rashi, Abraham ibn Ezra și Nachmanides.
- comentarii despre Talmud, în special ale lui Rashi, ale nepotului său, Samuel ben Meir, și ale lui Nissim din Gerona.
- completările talmudice (Chiddushim) ale tosafotiștilor, Rabbenu Tam, Nachmanides, Nissim din Gerona, Solomon ben Aderet (RaShBA), Yomtov ben Ashbili (Ritba)
- lucrările referitoare la Halaha (Asher ben Jechiel, Mordechai ben Hillel)
- codicele lui Isaak Alfasi, Maimonide, Jakob ben Asher și Schulchan Aruch
- răspunsuri, de ex. cele ale lui Solomon ben Aderet (RaShBA)
- lucrări cabalistice (de ex. Zoharul)
- lucrări filozofice (Maimonide, Gersonide, Nachmanides)
- lucrări etice (Bakhya ibn Pakuda, Jona Gerondi)

### Lucrări aleacharonimilor(comentatorii rabinici „târzii”)
Acharonimii sunt principalii rabini din 1550 până în prezent.
- comentariile despre Tora precum Keli Jakar (Shlomo Ephraim Luntschitz), Ohr ha-Chayim de Chayim b. Moses Attar, comentariul lui Samson Raphael Hirsch și comentariul lui Naftali Zvi Yehuda Berlin.
- completările talmudice precum Pnei Yehoshua, Hafla'ah, Sha'agath Arjei
- răspunsuri, de ex. cele ale lui Moses Sofer, Moshe Feinstein
- lucrări referitoare la Halaha și codice, de ex. Shulchan Aruch HaRav de Schneor Salman de Liadi, Mishnah Berurah de Israel Meir Kagan și Aruch ha-Shulchan de Jechiel Michel Epstein
- lucrări etice și filozofice de Mosche Chaim Luzzatto, Israel Meir Kagan și mișcarea Mussar
- lucrări hasidice (Tania, Keduschat Levi, Sefath Emmet, Shem mi-Shemuel)
- lucrări filozofice/metafizice (de Judah Löw, Moshe Chaim Luzzatto și Nefesh ha-Chayim de Chaim von Woloschyn)
- lucrări istorice (de ex. Shem ha-Gedolim de Chaim Joseph David Azulai)

## Mefarshim
Mefarshim este un cuvânt ebraic care înseamnă comentatori și exegeți (rabinici) clasici; este folosit ca un substitut pentru cuvântul corect perushim, care înseamnă „comentarii”. În iudaism, acest termen este folosit pentru comentariile despre Tora, Tanah, Mișna, Talmud, Răspunsuri, Sidur etc.
Comentariile clasice despre Tora și/sau Talmud au fost scrise de următorii învățați:
- Gaonimi
- Saadia Gaon, sec. al X-lea, Babilon

- Rishonimi
- Rashi (Shlomo Yitzchaki), sec. al XII-lea, Franța
- Avraham ibn Ezra
- Nachmanides (Moshe ben Nahman)
- Samuel ben Meir, Rashbam, sec. al XII-lea, Franța
- rabinul Levi ben Gershom (numit Ralbag sau Gersonide)
- David Kimchi, Radak, sec. al XIII-lea, Franța
- Joseph ben Isaac, Bechor Shor, sec. al XII-lea, Franța
- Nissim ben Reuben Gerondi, RaN, sec. al XIV-lea, Spania
- Isaac ben Judah Abrabanel (1437–1508)
- Obadiah ben Jacob Sforno, sec. al XVI-lea, Italia

- Aharonimi
- Gaonul din Vilna, rabinul Eliyahu din Vilna, secolul al XVIII-lea, Lituania
- Malbim, Meir Loeb ben Jehiel Michael

Comentariile clasice despre Talmud au fost scrise de Rashi. Discipolii și adepții lui Rashi au elaborat Tosafot, un comentariu general al Talmudului, care avea la bază discuțiile din academiile rabinice din Germania și Franța.
Comentariile moderne cu privire la Tora, care au găsit o largă acceptare în comunitatea evreiască, sunt următoarele:
Scrise de învățați ortodocși:
- Ha-Ketav veha-Kabbalah de rabinul Jaakov Zvi Mecklenburg
- Haemek Davar de rabinul Naphtali Zvi Judah Berlin
- Tora Temimah de Baruch ha-Levi Epstein
- Comentariul cu privire la Tora al rabinului Samson Raphael Hirsch
- Sefat Emet (Lippen der Wahrheit), Yehuda Arjeh Body of Ger, secolul al XIX-lea, Europa
- Pentateuh și Haftaroth de Joseph H. Hertz
- Soncino Books of the Bible
- Nechama Leibowitz, un cunoscut cercetător al Torei
- Chofetz Chaim

Scrise de învățați conservatori:
- JPS Commentary on the Torah în cinci volume de Nahum M. Sarna, Baruch A. Levine, Jacob Milgrom și Jeffrey H. Tigay
- Etz Hayim: A Torah Commentary de David L. Lieber, Harold Kushner și Chaim Potok

Comentariile moderne cu privire la Siddur au fost scrise de:
- Rabinul Yisrael Meir Kagan HaCohen, The Chofetz Chaim’s Siddur
- Samson Raphael Hirsch, Hirsch Siddur
- Abraham Isaac Kook, Olat Reyia
- The Authorised Daily Prayer Book cu comentarii de Joseph H. Hertz
- Elie Munk, The World of Prayer, Elie Munk
- Nosson Scherman, The Artscroll Siddur, Mesorah Publications
- Reuven Hammer, Or Hadash, United Synagogue of Conservative Judaism
- My Peoples Prayer Book, Jewish Lights Publishing, scrisă de un grup de rabini neortodocși și învățați în Talmud